# 阿斯特导弹
阿斯特飛彈（法語：Aster），又稱紫菀飛彈，是法國飛彈製造商歐洲地對空飛彈（Eurosam）所開發製造的一個垂直發射防空飛彈系列，包括 阿斯特15和阿斯特30两种版本，除了經常作為陸基或艦載的防空武裝外，此系列飛彈也是法國主導的PAAMS（Principal Anti Air Missile System，主要防空/反飛彈系統）之核心武裝。阿斯特飛彈由欧洲防空、MBDA法国和MBDA意大利公司占三分之二，泰雷兹集团占三分之一的一家集团研发生产。它能击毁一系列的空中目标，包括掠海飞行的超音速反舰巡航导弹 或是有高度机动性的战机。

## 陆基

### Eurosam SAMP/T

#### 開發
Eurosam SAMP/T（法語：Sol-Air Moyenne Portée/Terrestre）為Eurosam公司發展的地對空中程防空飛彈系統的簡稱，現為法國、義大利現役使用的陸基防空飛彈系統。1988年，法國和義大利聯合開發SAMP/T，旨在取代老舊的美製鷹式飛彈和響尾蛇（Crotale）兩種防空飛彈系統並滿足現代陸基區域防禦要求。MBDA與Eurosam於1990年開始全面開發，1997年開始生產，1999年進行測試。 2005年7月進行第一次全系統試驗，該系統成功獲取、跟踪和攔截其目標。阿斯特飛彈以希臘語中的「Star」一詞命名。它也被稱為「未來地對空系列」（Future Surface-to-Air Family，FSAF）。SAMP/T自2008年5月起在法國和意大利進行作戰測試。2010年10月，SAMP/T成功攔截一個模擬彈道飛彈目標。法國空軍於2011年11 月進行第二次成功攔截試驗。它於 2011 年開始在義大利和法國服役。

#### 規格
系統編制包括一輛具有指揮和控制中心、火控單元、Arabel被動式相位陣列雷達的地面機動載具，以及最多六輛帶有八具飛彈發射器 (TEL) 車和供再裝彈、具有液壓吊臂的飛彈運輸車。Arabel雷達是泰雷茲（Thales）公司開發的一種3D電子掃描陣列雷達，可旋轉以提供360度覆蓋。SAMP/T 可以跟踪多達100個目標並同時與10個目標交戰。SAMP/T 提供與其他北約盟國的互操作性。它只需要14人就可以部署和操作一組系統，並且具有非常短的部署和撤退週期。它可以通過北約戰術運輸機運輸，包括空中巴士A400M和洛克希德-馬丁C-130運輸機。 
SAMP/T的阿斯特15型和30型的射程分別為30和120公里。兩種飛彈都是兩級固體燃料火箭。阿斯特30型長4.9公尺，直徑0.18公尺，發射時重450kg。它可以以高達4.5馬赫的速度和20公里的高度飛行。2016年，Eurosam開始開發一種名為Aster 30 Block 1 NT Extended Capability的增程型飛彈，升級後的飛彈配備一個在Ka波段工作的新導引頭，而不是以前使用的Ku波段導引頭。

### Eurosam SAMP/T NG
Eurosam SAMP/T NG（法語：Sol-Air Moyenne Portée/Terrestre Newnouvelle génération，中文譯為「次世代防空飛彈平台」），為前一代陸基SAMP/T防空飛彈最新版本，主要為配置阿斯特30型Block1飛彈及換裝旋轉式主動電子掃描陣列雷達多功能雷達車等，具備方圓約150公里的攔截範圍，以及350公里的探測範圍，今年進入生產流程，預定2025年交付。

## 海基
- 45型驱逐舰
- 地平线级驱逐舰
- 拉法葉級巡防艦
- 可畏級巡防艦
- 利雅德級巡防艦
- 欧洲多用途巡防舰
- 中型通用巡防艦

## 用户
英国皇家海军
- 英国皇家海军

 法国
- 法国海军
- 法国空军

 義大利
- 意大利海军
- 意大利陆军

 新加坡
- 新加坡海军
- 新加坡空军

 沙特阿拉伯
- 沙特阿拉伯海军

 摩洛哥
- 摩洛哥海军

## 外部連結
- Aster 30 SAMP/T – Surface-to-Air Missile Platform / Terrain on army-technology.com （页面存档备份，存于）
- SAMP/T Aster 30 Mamba Surface-to-air defense missile system on armyrecognition.com （页面存档备份，存于）
- Video - HMS Diamond fires Aster 30 missile （页面存档备份，存于）, 2012
- MBDA Aster 15 & 30 PAAMS
- MBDA Aster 15 SAAM
- Eurosam Aster page